# Sormida
Sormida is een kevergeslacht uit de familie van de boktorren (Cerambycidae). De wetenschappelijke naam van het geslacht werd voor het eerst geldig gepubliceerd in 1888 door Gahan.

## Soorten
Sormida omvat de volgende soorten:
- Sormida cinerea Dillon & Dillon, 1952
- Sormida maculicollis (Thomson, 1865)
- Sormida ziczac Breuning, 1956